# Пеццана, Альфредо
Альфредо Пеццана (итал. Alfredo Pezzana, 31 марта 1893 — 7 мая 1986) — итальянский фехтовальщик, олимпийский чемпион, призёр чемпионатов мира.

## Биография
Родился в 1893 году в Кивассо. В 1930 году завоевал три серебряных медали на Международном первенстве по фехтованию в Льеже. В 1936 году стал чемпионом Олимпийских игр в Берлине.
В 1937 году Международная федерация фехтования задним числом признала все проходившие ранее Международные первенства по фехтованию чемпионатами мира.